# Zvečaj
Zvečaj is een plaats in de gemeente Duga Resa in de Kroatische provincie Karlovac. De plaats telt 226 inwoners (2001).